# Parafia św. Wojciecha w Jeleśni
Parafia pw. Świętego Wojciecha w Jeleśni – parafia rzymskokatolicka znajdująca się w Jeleśni. Należy do dekanatu Jeleśnia diecezji bielsko-żywieckiej. Według danych z 2006 roku parafia liczyła 4 373 wiernych, na 4 376 mieszkańców. 
Erygowana w 1596. Początkowo w dekanacie oświęcimskim, a od 1644 w nowo utworzonym dekanacie żywieckim.
Budynek plebanii z 1817 r. został wpisany do rejestru zabytków (nr rej.: A-456/86 z 2.09.1986).
W skład parafii, oprócz Jeleśni, wchodzą: wieś Mutne oraz niewielka część wsi Krzyżowa. Posiada ok. 4600 wiernych. Proboszczem od 1996 jest ks. Jan Jakubek R.M.
Odpust: ku czci św. Wojciecha: niedziela po 23 kwietnia

## Cmentarz parafialny
Parafia posiada jeden z największych w dekanacie jeleśniańskim cmentarz parafialny (ok. 2,2 ha), który w 1831 został założony przez ks. Michała Niewczyka na tak zwanym Suchoniowym polu. Do lat 80. XX wieku (a nawet i obecnie) chowani byli (są) mieszkańcy pochodzący z okolicznych wiosek: Krzyżowa, Korbielów, Przyborów, Sopotnia Mała, Sopotnia Wielka, Pewel Wielka, a nawet Pewel Mała. Cmentarz posiada (od 2002) 9 sektorów.
Na cmentarzu zostali pochowani:
- Wojciech Szwed – poseł z przełomu XIX/XX wieku, starający się o utworzenie Szkoły Realnej w Żywcu (obecne I Liceum Ogólnokształcące im. Mikołaja Kopernika) – sektor 2, grób nr 1387;
- Jan Dušek – arcyksiążęcy nadgajowy zmarły 5 lutego 1916 roku – sektor 3, grób nr 682;
- Maria i Antoni Witkowie – byli właściciele Starej Karczmy w Jeleśni – sektor 7, grób nr 2750;
- Franciszek Basik – żołnierz zastrzelony na Pilsku 1 września 1939 – sektor 2, grób nr 1545;
- Irena Dybek – siostra Krzysztofa Pendereckiego – sektor 7, grób nr 2711
- Magdalena Zawada z d. Łukaszek – nauczycielka, poetka zmarła 15 lipca 1996 roku w Krakowie – sektor 4, grób nr 1975;
- dr hab. inż. Władysław Mizia – Kierownik Katedry Maszyn i Urządzeń Elektrycznych na Politechnice Śląskiej – sektor 5, grób nr 2596.
- Wojciech Mizia – zm. 1927 posiadacz ziemski, poseł do Sejmu Krajowego Galicji VI kadencji sektor 1, grób nr 1961.
- Józef Juraszek „Ślopek” (1824–1907) – uzdrowiciel, „ortopeda”, leczący zwierzęta i ludzi, m.in. cesarza Franciszka Józefa I – sektor 3, grób nr 782[5].